# Салчоара (Калараш)
Салчоара (рум. Sălcioara) насеље је у Румунији у округу Калараш у општини Куркани. Oпштина се налази на надморској висини од 32 m.

## Становништво
Према подацима из 2002. године у насељу је живело 74 становника, од којих су сви румунске националности.